# Карл Мюлер-Брауншвайг
Карл Мюлер-Брауншвайг (на немски: Carl Müller-Braunschweig) е германски философ, психиатър и психоаналитик, един от основателите и президент на Немската психоаналитична асоциация.

## Биография
Роден е на 8 април 1881 година в Брауншвайг, Германия. Първоначално изучава философия заедно с Йонас Кон, Хайнрих Рикерт, Кай фон Брокдорф, Паул Менцер, Карл Щумпф, Георг Ласон и Алоис Риел. През 1905 се установява в Берлин, където заедно с Риел довършва кантианските си изследвания и получава степен през 1909 г. След като приключва да учи психиатрия при Карл Бонхоефер (1912 – 1914), той започва обучителна анализа с Карл Абрахам, а по-късно и с Ханс Закс. Става член на Берлинското психоаналитично общество през 1919 г., а от 1925 е в изпълнителния комитет на Международната психоаналитична асоциация.
Развежда през 1925 г. с първата си жена – детския аналитик Жосин Мюлер и се оженва за юнгианския аналитик Ада Шот (която е негов анализант в обучението). Има две деца Ханс и Елке.
Умира на 12 октомври 1958 година в Берлин на 77-годишна възраст.

## Кратка библиография
- Müller-Braunschweig, Carl. (1933, 22 октомври). Psychoanalyse und Weltanschauung. Reichswart.
- Müller-Braunschweig, Carl. (1948). Streifzüge durch die Psychoanalyse (Welche Position vertritt der Psychoanalytiker heute). Hamburg: Reinbeck.
- Müller-Braunschweig, Carl. (1955). Zur Menschlichen Grundhaltung, Psychologie und Technik der Psychoanalytischen Therapie. Psychologische Beiträge, 2, 56 – 69.